# Швейцарский гамбит
Швейца́рский гамби́т — гамбитное продолжение дебюта Берда, возникающее после ходов: 
 1. f2-f4 f7-f5 
 2. e2-e4.
Относится к фланговым началам. Фактически является зеркальным отображением гамбита Фрома. В русскоязычной литературе данный дебют зачастую именуется «Гамбит Вагнера».

## История
История дебюта тесно связана с именем польско-швейцарского шахматиста Александра Вагнера, неоднократно применявшего данное начало в турнире по переписке в 1912 году, в то же время указанное продолжение дебюта Берда встречалось в XIX веке (см. примерную партию). В 1912 году А. Вагнер опубликовал анализ дебюта в швейцарской газете «Schweizerische Schachzeitung» под заголовком «Новый гамбит. Швейцарский гамбит».
Для современной шахматной практики гамбит не характерен, так как чёрные в ответ на 1. f2-f4 редко продолжают 2. …f7-f5.

## Варианты
- 2. …f5:e4
  - 3. Кb1-c3 Кg8-f6 4. g2-g4 — основное продолжение.
  - 3. d2-d3 e4:d3 4. Сf1:d3 Kg8-f6 5. Кg1-f3 d7-d5 6. 0-0 — с возможностями атаки.
  - 3. d2-d3 e4-e3 4. Сc1:e3 Кg8-f6 5. d3-d4 e7-e6 6. Сf1-d3 Кb8-c6 7. a2-a3 Кc6-e7 8. Кg1-h3 b7-b6 9. 0-0 Сc8-b7 10. Кb1-d2 — у чёрных стеснённое положение[2].

## Примерная партия
Генри Бёрд — Оскар Гельбфус, Вена, 1873
1. f2-f4 f7-f5 2. e2-e4 f5:e4 3. d2-d3 e4:d3 4. Сf1:d3 Кg8-f6 5. Кg1-f3 e7-e6 6. Кf3-g5 g7-g6 7. h2-h4 Сf8-h6 8. h4-h5 Сh6:g5 9. f4:g5 Кf6-d5 10. h5:g6 Фd8-e7 11. Лh1:h7 Лh8:h7 12. g6:h7 Фe7-b4+ 13. Крe1-f1 Фb4-h4 14. Сd3-g6+ Крe8-e7 15. Фd1-h5 1-0